# Impatiens meyana
Impatiens meyana är en balsaminväxtart som beskrevs av Joseph Dalton Hooker. Impatiens meyana ingår i släktet balsaminer, och familjen balsaminväxter. Inga underarter finns listade i Catalogue of Life.